# Nostera lynx
Espèce
Nostera lynx est une espèce d'araignées aranéomorphes de la famille des Zodariidae.

## Distribution
Cette espèce est endémique d'Australie. Elle se rencontre au Queensland et en Nouvelle-Galles du Sud.

## Description
La femelle holotype mesure 6,24 mm et le mâle paratype 5,25 mm, les femelles mesurent de 4,67 à 6,24 mm.

## Publication originale
- Jocqué, 1991 : A generic revision of the spider family Zodariidae (Araneae). Bulletin of the American Museum of Natural History, no 201, p. 1-160 (texte intégral).